# Österreichisches Ost- und Südosteuropa-Institut
Das Österreichische Ost- und Südosteuropa-Institut (OSI, englisch Austrian Institute of East and South-East European Studies, AIESES) war eine privatrechtlich organisierte und außeruniversitäre Forschungseinrichtung in Österreich mit Sitz in Wien.

## Geschichte und Profil
Die Gründung dieser Forschungseinrichtung erfolgte im Jahre 1958 als Arbeitsgemeinschaft Ost. Der Historiker Richard Georg Plaschka erhielt 1958 vom österreichischen Bundesminister für Unterricht Heinrich Drimmel den Auftrag, die „Arbeitsgemeinschaft Ost“ zu gründen. Im Jahre 1964 erfolgte die Umbenennung in Österreichisches Ost- und Südosteuropa-Institut und 1970 wechselte die Zuständigkeit in die Ressortverantwortung des Bundesministeriums für Bildung, Wissenschaft und Forschung. Das Ziel dieser Forschungseinrichtung bestand in einer vertieften wissenschaftlichen Zusammenarbeit mit Partnern in sozialistischen Staaten Europas. An der Universität Wien hatte Plaschka parallel den Lehrstuhl für Osteuropäische Geschichte inne.
Zu den Aktivitäten des Instituts gehörten:
- die Herausgabe von Publikationen: Atlanten, Buchreihen, Quelleneditionen und Zeitschriften
- Forschungsprojekte und Dokumentationen,
- Tagungen, Vorträge und Sprachseminare,
- der Aufbau einer Bibliothek.

Zur Vertiefung der Zusammenarbeit und Erstellung fachspezifischer Dokumentationen unterhielt das Institut im Ausland mehrere Außenstellen. Wissenschaftliche Außenstellen bestanden in Bratislava (Slowakische Republik), Brno (Tschechien), Budapest (Ungarn), Ljubljana (Slowenien), Lwiw (Ukraine) und Sofia (Bulgarien).
Das Institut beendete seine Tätigkeit zum 31. Dezember 2006 durch Auflösung des Vereins, der als juristische Person die Organisationsform bildete. Das jährliche Budget stammte stets zu 100 Prozent aus öffentlichen Mitteln. Die zunehmend geforderte Drittmitteleinwerbung als regelmäßiger Haushaltsbestandteil kam nicht zustande und dadurch endete die Finanzierung aus den Mitteln des zuständigen Ministeriums.
Im Jahre 2006 übernahm die Außenpolitische Bibliothek des damaligen Bundesministerium für auswärtige Angelegenheiten einen großen Teil der Bibliothek des Österreichischen Ost- und Südosteuropa Instituts. Es handelte sich um einen Bestand von rund 40.000 Bänden. Ein weiterer Teil der Institutsbibliothek wurde an die Universität Wien überführt.
Eines der größeren Projekte, der 1987 begonnene und seit 1989 publizierte Atlas Ost- und Südosteuropa (AOS), wurde nach Schließung des OSI vom Institut für Stadt- und Regionalforschung der Österreichischen Akademie der Wissenschaften weitergeführt und 2014 abgeschlossen. Es handelt sich um ein Projekt, das die räumlichen Auswirkungen des Transformationsprozesses in den östlichen Reformstaaten Europas untersuchte und differenziert darstellt.
Die Außenstellen des Österreichischen Ost- und Südosteuropa-Instituts hatten unter Einbeziehung von Fachleuten aus den jeweiligen Ländern am 5. April 2000 eine Arbeitstagung zum Thema „Roma-Migration in Europa“ durchgeführt.

## Direktoren des Instituts
Die oberste Leitungsposition wurde als Obmann und später als Präsident bezeichnet.
- 1962–1988 Richard Georg Plaschka
- 1988–2002 Arnold Suppan[10]
- 2002–2005 Peter Jordan[11]
- 2006 Elisabeth Vyslonzil

## Periodika
- Österreichische Osthefte. Zeitschrift für Mittel-, Ost- und Südosteuropaforschung, Erscheinungsverlauf 1959 bis 2006 (Jg. 48)
- Presseschau Ost: Kultur, Erscheinungsverlauf 1963 bis 1965 (Jg. 4)
- Presseschau Ostwirtschaft, Erscheinungsverlauf 1966 bis 1995 (Jg. 33)
- Schriftenreihe des Österreichischen Ost- und Südosteuropa-Instituts, Erscheinungsverlauf 1967 bis 2007 (Jg. 31)
- Veröffentlichungen des Österreichischen Ost- und Südosteuropa-Institutes (zuvor: Veröffentlichungen der Arbeitsgemeinschaft Ost), Erscheinungsverlauf 1967 bis 1996 (Jg. 14)
- Wiener Osteuropa-Studien, Erscheinungsverlauf 1994 bis 2007 (Jg. 25)

## Diverses
Das Österreichische Ost- und Südosteuropa-Institut ist nicht zu verwechseln mit dem 1907 gegründeten und bis 1948 an der Universität Wien unter dem Namen Seminar für osteuropäische Geschichte bestehenden, später als Seminar für osteuropäische Geschichte und Südostforschung, seit 1956 als Institut für osteuropäische Geschichte und Südostforschung und ab 1978 als Institut für Ost- und Südosteuropaforschung benannten Forschungsbereich.